# Tteokguk
Tteokguk là món canh bánh truyền thống của người Triều Tiên, thường ăn vào dịp Tết. Tteok là một loại bánh làm từ bột gạo nếp và thường được thái mỏng, còn guk là canh. Người ta thường trang trí món canh này với trứng, thịt băm và gim.